# Déportance

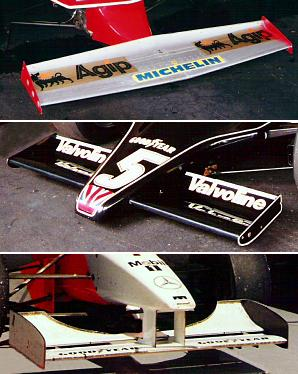
Différents types d'ailleron avant des années fin 1970 à 1990 en Formule 1

La déportance ou portance négative est une force maintenant un véhicule plaqué au sol et augmentant l'adhérence.
Réduire la résistance de l’air, autrement dit la traînée, est donc une préoccupation constante, soit pour gagner de la vitesse, soit pour économiser de l’énergie.

## Description
La plupart des voitures de tourisme sont affectées d’une légère portance, proportionnelle au carré de la vitesse. Ce phénomène est dû à la pression de l’air qui s’engouffre sous la voiture et tend à la soulever, réduisant ainsi l’adhérence des pneumatiques à haute vitesse.
Pour éviter cet inconvénient, les carrosseries des voitures de sport sont conçues de manière à générer de la déportance, également appelée charge aérodynamique : au lieu d’être soulevée, la voiture est plaquée au sol à haute vitesse.
L'incidence des flux d'air sur le comportement de la voiture est essentielle, la difficulté est d'obtenir le meilleur compromis possible entre une déportance maximale et un coefficient de traînée minimal. On verra des voitures très fines sur les circuits rapides de type Monza ; à l'inverse, elles auront des ailerons plus importants sur les circuits lents du type Monaco.
Pour gagner une course, une écurie a besoin d'une bonne soufflerie et d'ingénieurs très spécialisés. Pour étudier et améliorer le comportement aérodynamique d'une monoplace, ceux-ci utilisent les programmes de simulation de dynamique des fluides et réalisent des essais en soufflerie, analysant les différentes configurations d'ailerons, pontons et les autres éléments aérodynamiques. Des milliers d'heures d'essais sont effectuées avec des maquettes à l'échelle réduite avant de construire les monoplaces ou de fabriquer les pièces en taille réelle.

## Tunnels aérodynamiques
Il est impossible de mesurer directement la résistance que l’air exerce sur la carrosserie d’un véhicule en mouvement, c’est pourquoi les expériences aérodynamiques nécessitent le recours à des installations appelées « tunnels aérodynamiques » ou plus couramment « souffleries».
Les souffleries utilisées dans l’industrie automobile servent surtout à prendre des mesures comme les pressions locales ou le coefficient de traînée. Non seulement on teste dans des canaux aérodynamiques des voitures, mais aussi des avions ou même des bâtiments entiers. Les souffleries de visualisation en vraie grandeur utilisent des jets d’air colorés avec des produits chimiques pour rendre l’écoulement d’air visible. Avec le progrès informatique dans les dernières années les simulations n’ont rien à envier aux expériences effectuées dans des canaux aérodynamiques réels. Les simulations aident à trouver un compromis parfait entre une déportance maximale et un coefficient de traînée minimale; ainsi les voitures de Formule 1 peuvent rouler à une vitesse élevée dans les virages sans perdre de traction et en même temps atteindre une vitesse importante en ligne droite. Les écuries de Formule 1 adaptent ces deux facteurs en fonction du nombre de virages et de portions droites du circuit.
Il existe deux grands types de canaux aérodynamiques : les souffleries à veine ouverte « système Eiffel » et les souffleries à retour. Dans le cas des souffleries fonctionnant à partir du système Eiffel, l’air est d’abord dirigé par une grille en nid d’abeille qui améliore la qualité de l’écoulement, ensuite l’air passe par la chambre d’essai et sort grâce à la force d’attraction des ventilateurs. Une soufflerie à retour consiste en un système clos qui réinjecte l’air dans le cycle grâce à des déflecteurs. Les souffleries peuvent aussi simuler des conditions climatiques extrêmes, comme la pluie, la neige ou le vent. Les aboutissants obtenus permettent aux producteurs de limiter les résonances vibratoires causées par le vent, d’améliorer la sécurité de la voiture et de vérifier le fonctionnent des différents composants électroniques ou mécaniques sous conditions extrêmes.
C'est seulement dans les années 1970 que les ingénieurs de Lotus ont découvert l’effet de sol, un phénomène qui réduit la trainée et l’influence de la portance ou déportance d’une aile à proximité d’une surface fixe. Par conséquent, les voitures de F1 ont été entièrement reconfigurées pour tenir lieu d'aile géante créant de la déportance sous la voiture. La découverte de l’effet de sol par les ingénieurs de F1 prouve que ce sport est une référence dans certains domaines scientifiques.
L'un des départements les plus importants des écuries de Formule 1 est donc celui qui s’occupe de l’aérodynamique des voitures. Dans certains cas, il comporte jusqu’à cent employés.

## Utilisation
Dans l’aérodynamique automobile, l’un des principes les plus importants est d’augmenter la déportance, surtout en formule 1. Il est possible de rajouter un aileron ou d'utiliser l'effet de sol afin d'augmenter cette force et d'augmenter aussi la stabilité d'un véhicule, entre autres.
Sur une voiture de formule 1, beaucoup d'éléments permettent d'augmenter la déportance, c’est-à-dire l’appui de la voiture sur le sol.

### L'aileron avant
Tout d’abord, il y a l’aileron avant. La fonction principale d'un aileron avant est de créer de l’appui qui améliore l'adhérence des pneus avant. Cela sert surtout dans les virages rapides, où l’on peut donc normalement rouler à une vitesse élevée sans s’éloigner de la ligne idéale. L’aileron avant peut représenter jusqu'à 25-30 % de la déportance totale. Les ailerons avant, en particulier en F1, connaissent régulièrement des améliorations afin de pouvoir augmenter l’adhérence des pneus sur le sol. Il est même devenu possible d’ajuster l’angle d’attaque de l’aileron avant pendant une course, pour maximiser la vitesse en ligne droite ou dans les virages, selon les nécessités du circuit.
Un autre problème auquel les ingénieurs sont confrontés est le fait que les ailerons avant sont conçus pour fonctionner correctement avec de l'air non perturbé et propre. La F1 par exemple a lutté ces dernières années avec le problème suivant : lorsqu'une voiture en suit une autre, sa déportance est inférieure, son appui est donc réduit, ce qui est bon pour sa vitesse de pointe, mais perturbe totalement son comportement dans les virages à vitesse élevée.
La conception d'un aileron avant a beaucoup évolué au fil des années, mais le principe de base reste toujours le même. C’est un aspect crucial dans le contrôle du flux d'air sur le reste de la voiture qui est constamment amélioré pour donner un avantage important sur la concurrence.

### L’aileron arrière
Le flux d'air à l'arrière de la voiture peut être affecté par de nombreuses influences différentes. Cela a pour effet de rendre l'aileron arrière moins aérodynamique et moins efficace que l'aileron avant, en raison de la circulation d'un flux d'air très turbulent. Normalement, l'aileron arrière doit générer plus de deux fois autant d'appuis que l'aileron avant pour maintenir l’équilibre de la voiture. De manière générale, lorsque l'objectif principal est de maximiser la vitesse de pointe, les ingénieurs permettront de réduire l'angle d'attaque pour minimiser la traînée.
Depuis 2011, les voitures F1 ont même des ailerons arrière ajustables pour augmenter la vitesse de pointe et les capacités de dépassement en diminuant la traînée. Le développement de l’aileron arrière est un enjeu majeur des ingénieurs automobiles pour améliorer l’aérodynamisme des voitures.

### Les jupes latérales
Beaucoup de différentes aides ont été conçus autour de cette zone, y compris les jupes latérales pour augmenter l'appui. L'objectif principal de jupes latérales est de créer une zone de basse pression entre la voiture et la piste, générant une pression croissante parallèlement à la vitesse croissante ce qui plaque la voiture sur le sol.  

### Le diffuseur
Le diffuseur arrière a beaucoup de travail à faire, tout d'abord, il agit comme un moyen d'accélérer le flux d'air (d'abaissement de la pression), puis ralentir le débit d'air (pression croissante), afin de créer des appuis et de stabiliser l’air turbulent sortant de l'arrière de la voiture, tout en minimisant la traînée. Plus la voiture roule vite, plus d'appuis est généré.